# Karel Belcredi (1950)
Karel Belcredi (* 29. prosinec 1950, Brno) je lékař a příslušník někdejšího šlechtického rodu Belcredi.

## Život
Karel Belcredi se narodil jako první potomek Ludvíka Huga Belcrediho (1. březen 1921 Líšeň – 19. srpen 1981 Brno) a jeho manželky (sňatek 9. prosinec 1949 Křtiny) Miloslavy Králové (9. prosince 1929 Líšeň – 10. ledna 2020). Má mladšího bratra Ludvíka (* 25. červen 1954 Brno). Vyrůstal v prostředí brněnského předměstí Líšně.
Vystudoval Lékařskou fakultu Masarykovy Univerzity v Brně, kde promoval v roce 1975. Pracuje jako internista v Brně na Poliklinice Zahradníkova.

## Rodina
Karel Belcredi se 20. října 1979 v Brně oženil s Marií Krčilovou (* 2. leden 1953 Brno), dcerou Bohuslava Krčila a Marie, rozené Kociánové. Mají spolu dvě děti:
- 1. Natálie (* 2. březen 1980 Brno)
- 2. Robin (* 18. duben 1981 Brno)